# Coenobiodes
Coenobiodes es un género de polillas tortrícidas perteneciente a la tribu Eucosmini, de la subfamilia Olethreutinae, orden Lepidoptera. Fue descrito por Kuznetzov en 1973.

## Especies
- Coenobiodes abietiella (Matsumura, 1931)
- Coenobiodes acceptana Kuznetzov, 1973
- Coenobiodes euryochra (Bradley, 1962)
- Coenobiodes granitalis (Butler, 1881)
- Coenobiodes horakiana Razowski, 2014
- Coenobiodes melanocosma (Turner, 1916)
- Coenobiodes phoeba Razowski, 2014
- Coenobiodes rubrogrisea Razowski, 2016
- Coenobiodes vitiae Razowski, 2016